# Pierre Wack
 (septembre 2019).
Pierre Wack (1922-1997) est un dirigeant français dans l'industrie pétrolière non conventionnel.

## Carrière
Pierre Wack fut le premier à développer l'utilisation de scénarios de planification dans le secteur privé, au siège de Royal Dutch Shell à Londres dans les années 1970. Son succès était tel que le géant pétrolier anglo-néerlandais a pu anticiper non pas un seul choc pétrolier induit par les Arabes au cours de cette décennie, mais deux. Ses articles de 1985 "Scénarios: les eaux inexplorées"  et "Scénarios: tirer dans les rapides"  sont considérés parmi les premiers à intégrer les réflexions et les théories du futuriste Herman Kahn à la stratégie commerciale. Grâce à son travail pour de Beers Co en Afrique du Sud, il a rencontré Nelson Mandela et a participé à la fin de l'apartheid. Il fut également un disciple de Swami Prajnanpad. 
Thomas J. Chermack a écrit une biographie de Pierre Wack en 2017, qui décrit son histoire ainsi que l'évolution des scénarios de planifications au cours de son séjour chez Shell et au-delà. Le livre détaille également son travail avec de Beers et Anglo American Corporation en Afrique du Sud, ainsi que son travail sur des scénarios abordant la fin de l'apartheid.